# Ochotona roylei
A Pika-de-Royle (Ochotona roylei) é um lagomorfo encontrado na China, Nepal, Índia e Paquistão.